# Sandra Citté
Sandra Citté (ur. 28 marca 1976 w Saint-Claude w Gwadelupie) – francuska lekkoatletka, specjalizująca się w krótkich biegach sprinterskich, dwukrotna uczestniczka letnich igrzysk olimpijskich (Atlanta 1996, Sydney 2000), brązowa medalistka olimpijska z Sydney w biegu sztafetowym 4 x 100 metrów (po dyskwalifikacji Marion Jones i sztafety Stanów Zjednoczonych w 2007).

## Sukcesy sportowe
- dwukrotna srebrna medalistka mistrzostw Francji w biegu na 100 metrów – 1999, 2000
- pięciokrotna medalistka halowych mistrzostw Francji w biegu na 60 metrów – czterokrotnie srebrna (1999, 2000, 2001, 2002) oraz brązowa (1998)

| Rok  | Miasto  | Zawody                    | Konkurencja                               | Wynik         |
| ---- | ------- | ------------------------- | ----------------------------------------- | ------------- |
| 1996 | Atlanta | Igrzyska olimpijskie      | sztafeta 4 x 100 m                        | 6. miejsce    |
| 2000 | Gandawa | Halowe mistrzostwa Europy | bieg na 60 m                              | 7. miejsce    |
| 2000 | Sydney  | Igrzyska olimpijskie      | sztafeta 4 x 100 m (start w eliminacjach) | brązowy medal |

## Rekordy życiowe
- bieg na 60 metrów (hala) – 7,18 – Liévin 13/02/1999 i Gandawa 19/02/1999
- bieg na 100 metrów (stadion) – 11,17 – Nicea 04/08/2000